# Cataulacus porcatus
Cataulacus porcatus é uma espécie de formiga do gênero Cataulacus, pertencente à subfamília Myrmicinae.